# Mälardalens studentkår
Mälardalens Studentkår (MDSU) bildades 1979 och är den officiella och enda studentkåren vid Mälardalens universitet. Studentkåren bedriver verksamhet på två orter, Eskilstuna och Västerås, och omfattar universitetets samtliga verksamhetsområden. 
Studentkårens viktigaste uppgifter är utbildningsbevakning och studentinflytande vid Mälardalens universitet. Studentkåren är utsedd av universitetet att representera studenterna i universitetets samtliga verksamhetsområden vilket betyder att studentkåren finns representerad i allt från lednings- och rektorsråd till program- och kursråd. Studentkåren är en intresseorganisation för studenter. Syftet med Studentkårens arbete är att studenter ska ha det så bra som möjligt på universitetet, på fritiden och i samhället. Studentkåren arbetar för att motverka all diskriminering och negativ särbehandling.

## Historia
Eskilstuna/Västerås Studentkår grundades 1979, två år efter att Högskolan Eskilstuna Västerås hade bildats. I början var studentkåren uppbyggd av en styrelse och två underliggande filialer för de orter högskolan bedrev sin verksamhet. Samma år startades kårtidningen Kåranen av Thomas Pettersson, Peter Brusquini, Anders Fahlman, Hasse Aro och Bernt Meissner. Denna är numera nedlagd
1981 utvärderades organisationen, med en organisationsförändring 1983. Vid den tidpunkten etablerades användandet av utskott och två presidier, ett på respektive ort. Fram till 1983 var det frivilligt att vara med i studentkåren, men med kårobligatoriet inträde förändrades detta. 1989 bytte högskolan namn till Mälardalens högskola på grund av att det fanns högskolefilialer i Ludvika, Katrineholm och Nyköping. I anslutning till högskolans namnbyte bytte studentkåren namn till Mälardalens Studentkår.

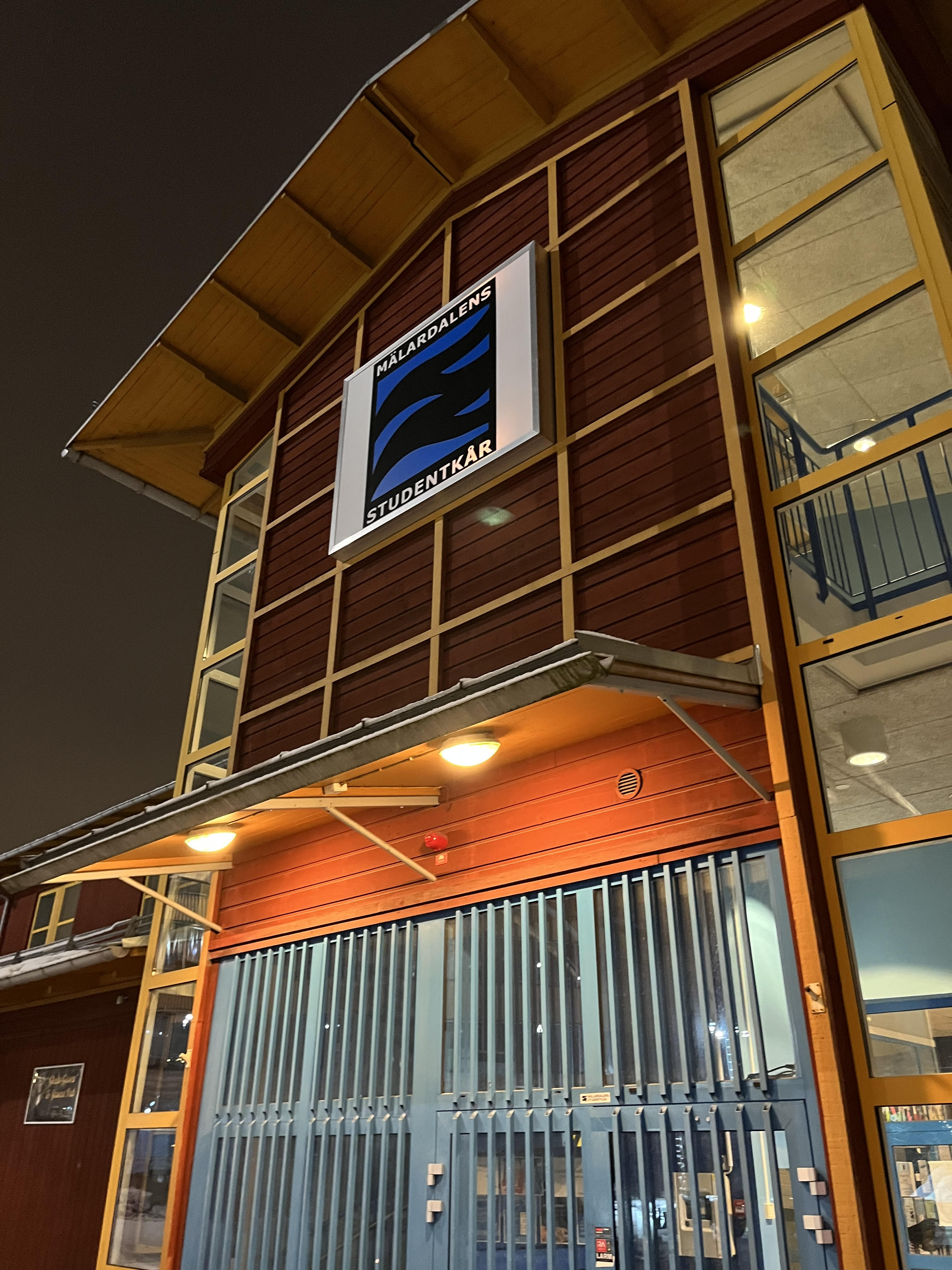
Huvudentré till Kårhuset G6

### Kårhuset i Västerås
Från början hade högskolan sina lokaler där Växhuset ligger idag, studentkåren hade då sitt kårhus på Kopparbergsvägen 16 i Centrum. När högskolan skulle flytta från sina dåvarande lokaler till det nybyggda högskoleområdet på Gåsmyrevreten påbörjade arbetet för ett nytt kårhus på campus. 
"Insamlingsstiftelsen För Ett Kårhus i Västerås" grundades 1995 med ABB, Västerås Stad och studentkåren, där ABB och staden skänkte fem miljoner kronor vardera. Från början var det tänk att huset skulle innefatta tre seperata hus med tre våningar vardera, men på grund av ekonomiska skäl krympte bygget till endast ett hus med två våningar. Vid 1 juli 1997 stod det nya kårhuset klart efter fyra års arbete. Detta är Kårhuset G6 som används av studentkåren än idag.
I kårhusets markplan bedrev studentkåren själva café-, pub- och nattklubbsverksamhet under många år under namnet Kåren, och delade vissa utrymmen med den privatägda lunchrestaurangen Glada Gåsen. Efter många år av svackande ekonomi valde studentkåren att lägga ned sin café- och kvällsverksamhet våren 2023. Samma år bestämdes det tillsammans med Insamlingsstiftelsen att Glada Gåsens ägare Jirik Hayrapetian skulle ta över den verksamheten och driva den under egen regi, vilket bedrivs än idag.
På första våningen finns puben, sittningssalen, studentkårens kontor samt kårexpeditionen. På andra våningen huseras Mälardalens Datorförening (MDF) och Universitetskyrkans lokaler. Även linjeföreningarnas förråd och lokaler är på andra våningen.

## Organisation

### Kårfullmäktige
Kårfullmäktige är Mälardalens Studentkårs högst beslutande organ. Det är kårfullmäktige som tar beslut om den övergripande verksamheten som budget, verksamhetsplan och andra styrdokument. De agerar också arbetsgivare åt kårstyrelsens presidium som består av ordförande och vice ordförande. Kårfullmäktige består av alla medlemmar, och de som kallar till och leder sammanträden är ett presidium som utgörs av talman, vice talman och sekreterare. Medlemmarna styr alltså Mälardalens Studentkår via kårfullmäktiges sammanträden.
Varje vår är det val och då får studentkårens medlemmar rösta fram vilka som ska sitta i kårfullmäktiges presidium. Kårfullmäktiges presidium väljer sedan en kårstyrelse som i sin tur väljer andra som ska ha arvoderade poster under mandatperioden.

### Kårstyrelsen
Kårstyrelsen är studentkårens verkställande organ. De ser till att beslut som tagits av kårfullmäktige genomförs och väljer ut lämpliga kandidater för arvoderade uppdrag på studentkåren.
I styrelsen finns fem poster medlemmar i studentkåren kan söka till i kårstyrelsen utöver presidiet; ansökan öppnar i mars varje år. Kårstyrelsen träffas ungefär en gång i månaden och ser då till att studentkårens verksamhet flyter på. Styrelsen består av studentkårens presidium, kårfullmäktiges talman, doktorandrådets ordförande och fem ledamöter.

### Områdesansvariga
Områdesansvariga väljs ut av kårstyrelsen och består av sju arvoderade poster: utbildningsansvarig, näringslivsansvarig, kommunikatör, eventansvarig, studiemiljöansvarig, administratör, student- och doktorandombud, och ekonomiansvarig. Sökande till dessa poster intervjuas av förtroendevalda studenter, varefter de, ifall de befinns lämpliga, rekommenderas och tillsätts av kårstyrelsen.

## Kårföreningar
Till skillnad från andra lärosäten, där studentkåren och studenterna är indelade i sektioner, har MDSU ett flertal ideella programföreningar som arbetar tillsammans med studentkåren. Dessa kallas för kårföreningar, och föreningarna måste skriva på ett samarbetesavtal med MDSU för att kunna bli en. I övrigt verkar dessa som sektioner på andra universitet. Samtliga program på Mälardalens universitet är representerade av en kårförening.
Kårföreningarna vid MDSU är ideella föreningar som arbetar med utbildningsfrågor liksom med studiesociala aktiviteter. Varje förening har en styrelse och dessa väljs in varje årsmöte av de medlemmar i programmen som föreningen representerar. Det största återkommande evenemanget för föreningarna är mottagningen varje höst som kallas Rookieperioden. Där arbetar föreningarna tillsammans med studentkåren och universitetet för att skapa och säkra en hållbar mottagning av de nya studenterna, medan utförandet och planeringen ligger på de enskilda föreningarna.

### Kårföreningar i Eskilstuna[10]

#### ALF - Alla Lärarstudenters Förening
ALF bildades 1998 och står för Alla lärar- och språkstuderandes förening. Det finns flera olika program som räknas in i ALF: förskollärare, grundlärare med inriktning på förskoleklass och grundskolan F-3, grundlärare med inriktning på grundskolan 4-6, ämneslärare, speciallärare och specialpedagog.
ALF finns även i Västerås som en separat systerförening.

#### Beware
Beware består av alla studenter som studerar det beteendevetenskapliga programmet på Mälardalens universitet i Eskilstuna.
Beware finns även i Västerås som en separat systerförening.

#### Esekon – Eskilstunas Ekonomistudenter
Esekon grundades i samband med terminsstarten 2011 då det saknades en linjeförening för ekonomstudenterna i Eskilstuna. Föreningen är uppbyggd av ett presidium bestående av ordförande, vice ordförande och skattmästare. Vidare finns fyra utskott som vardera har en ordinarie och en vice ordförande.
Esekon är ansluten till Sveriges Ekonomföreningars Riksorganisation som är en paraplyorganisation för ekonomföreningar och -kårer.

#### iDesign
iDesign är kårföreningen för Informationsdesignprogrammet. Programmet består av fyra olika inriktningar: Rumslig Gestaltning, Informativ Illustration, Textdesign och Interaktionsdesign.

#### Innovare
Innovare är kårföreningen för studenter inom innovationsprogrammet på Mälardalens universitet i Eskilstuna.

#### Morsan
Morsan är kårföreningen för studenter inom socionomprogrammet på Mälardalens universitet i Eskilstuna. Namnet Morsan kommer från den tid då socionomprogrammet hade inriktningen “Missbruk, Ohälsa och Rehabilitering”.

#### MI – Mälardalens Ingenjörer
Mälardalens ingenjörer är en ideell förening och programförening som representerar studenterna på civil och högskoleingenjörsprogrammen på Mälardalens universitet i Eskilstuna. Programmen är Civilingenjör i industriell ekonomi, Civilingenjör i produktion och produktdesign, Högskoleingenjör i innovation och produktdesign, Högskoleingenjör i innovation, produktion och logistik, Högskoleingenjör i produktion och produktdesign, Högskoleingenjör i byggnadsteknik och Kandidatprogrammet i tillämpad AI. 
Föreningen startades år 2003 av några ingenjörs studenter på Mälardalens högskola i Eskilstuna och som tog namnet Innovationsingenjörernas Officiella Linjeförening (Ingolf). Våren 2013 bytte linjeföreningen namn till Mälardalens ingenjörer men har behållit namnet Ingolf till föreningens egna sexmästeri. Föreningen expanderas år 2018 när industriell ekonomi flyttades från campus Västerås till Eskilstuna. 2020 expanderades föreningen ännu mer när byggnadsteknik startade även i Eskilstuna. 

#### VIPS Eskilstuna – Välmående Intelligenta Pigga Sjuksköterskor
VIPS Eskilstuna är programföreningen för sjuksköterskestudenter och studenter som läser vidareutbildningar kopplat till sjuksköterskeprogrammet vid Mälardalens universitet i Eskilstuna.
VIPS finns även i Västerås som en separat systerförening.

### Kårföreningar i Västerås[14]

#### ALF – Alla Lärar- och Språkstudenters Förening
ALF bildades 1998 och står för Alla lärar- och språkstuderandes förening. Det finns flera olika program som räknas in i ALF: förskollärare, grundlärare med inriktning på förskoleklass och grundskolan F–3, grundlärare med inriktning på grundskolan 4–6, ämneslärare, speciallärare, specialpedagog samt språk- och kommunikationsprogrammet.
ALF finns även i Eskilstuna som en separat systerförening.

#### Beware
Beware består av alla studenter som studerar det beteendevetenskapliga programmet på Mälardalens universitet i Västerås.
Beware finns även i Eskilstuna som en separat systerförening.

#### DALO – Datalogi Föreningen
DALO grundades 1995 och är kårföreningen för studenter i datavetenskapliga programmet, högskoleingenjörsprogrammet i nätverksteknik, datornätverk och datakommunikation, masterprogram inom inbyggda system och masterprogram inom programvaruteknik. 

#### FOLKE – Folkhälsoprogrammet
Folke är folkhälsovetenskapliga programmets programförening som finns på Mälardalens universitet i Västerås. 

#### IMF – Internationella Marknadsföringsprogram-Föreningen
IMF grundades 1986 och är kårföreningen för studenterna inom det internationella marknadsföringsprogrammet. 
IMF-Föreningen är en del av paraplyföreningen Sveriges Ekonomföreningars Riksorganisation, en nationell organisation som verkar för ett 20-tal studentföreningar runt om i Sverige.

#### LTD – Linjeföreningen för Tillämpad Datateknik
LTD grundades 1986 och är linjeföreningen för de studenter som studerar till civilingenjör i robotik, civilingenjör i tillförlitliga system eller kandidatprogrammet i teknisk matematik. Föreningen grundades med programmet tillämpad datateknik, men byttes ut till robotik, således namnet. Förutom att ha campus i Västerås har studenterna i detta program tillgång till makerspace lokaler i industriområdet Finnslätten.

#### Mälekon – Mälardalens Ekonomistudenter
Mälekon är en ideell programförening på Mälardalens universitet som förvaltar alla som studerar Ekonomprogrammet, Analytical Finance eller International Business Management-programmet. Föreningens mål är att öka sammanhållningen mellan ekonomstudenterna på skolan samt att underlätta studenternas situation under studietiden både vad gäller utbildning och det sociala livet i och utanför skolan.
Mälekon är ansluten till Sveriges Ekonomföreningars Riksorganisation som är en paraplyorganisation för ekonomföreningar och -kårer. 

#### PPM – Perpetuum Mobile
Perpetuum Mobile representerar studenter inom civilingenjörsprogrammet i energisystem, högskoleingenjörsprogrammet inom energiteknik - elektroteknik, högskoleingenjörsprogrammet i byggnadsteknik, tekniskt basår, masterprogrammet i hållbara energisystem samt masterprogrammet i miljöteknik.
PPM är den första kårföreningen som startades år 1983 av driftteknologer på skolan, och således den äldsta föreningen på skolan. Föreningen har representerat många program under åren, såsom byggnadsteknik, miljöteknik och industriell ekonomi. År 2023 gick föreningen FBI (Förenade Byggingenjörer) ihop med PPM efter att ha brytit sig ur under tidigt 00-tal.

#### SMS - Slottets Musik Studenter
Slottets Musik Studenter är den yngsta kårföreningen vid MDSU. Kårföreningen representerar de som studerar vid Musik- och Operahögskolan vid Mälardalens universitet (MOMDU). MOMDU har sina lokaler belägna vid Västerås slott.

#### STATO
STATO grundades 2016 och är föreningen för statsvetarstudenter vid Mälardalens universitet, och är en självständig studentförening med målet att representera och främja medlemmarnas akademiska och sociala intressen.

#### STRETCH
Stretch är fysioterapeutprogrammets programförening i Västerås. Det är en treårig utbildning med intag på både höst- och vårterminen. Vid grundandet av föreningen var det sjukgymnastprogrammet. 

#### VIPS – Välmående Intelligenta Pigga Sjuksköterskor
VIPS är kårföreningen för studenter som studerar sjuksköterskeprogrammet vid Mälardalens universitet i Västerås. VIPS finns även i Eskilstuna som en separat systerförening.

## Andra studentföreningar
Förutom kårföreningarna finns det även studentföreningar som inte är bundna till något program på universitetet, och där samtliga studenter har möjligheten att bli medlemmar i. Eskilstuna Lagom Sportiga Akademiker (ELSA) och Mälardalens Student Sport (MSS) är de två studentidrottsföreningarna som är lokaliserade på de två campusorterna.
International Committee (IC) är en förening som anordnar aktiviteter och studiesociala evenemang till både utbytesstudenter och utländska studenter vid campus Västerås. De är oftast aktiva under mottagningarna.
Sexmästeriet eller Sexet är föreningen på Mälardalens universitet i Eskilstuna som fixar fester och andra roliga evenemang för studenterna vid campusorten, dock kan även studenter från Västerås också bli medlemmar. Medlemskap säljs och belönas med billigare priser på deras evenemang och på baren. Sexmästeriet är mest känt för deras största evenemang Eskilstuna Winter Games (EWG) som sker varje år sista helgen i februari.
Spexpack är universitetets enda spexförening och är belägen i Västerås. Under 2010-talet var dessa mycket aktiva och hade shower ett flertal gånger, men under 2024 har föreningen blivit tillfälligt inaktiv.

## Referenslista
- Mälardalens studentkår